# Рубен Міньйо
Рубен Міньйо Перальта (ісп. Ruben Miño Peralta; 18 січня 1989, Курналя-да-Любрегат, Іспанія) — іспанський футболіст, воротар клубу «Логроньєс».

## Життєпис
Рубен Міньйо Перальта починав свою ігрову кар'єру в рідному місті Курналя-да-Льобрегат, але вже в 11 років його запросили до академії «Барселони». Був змушений повернутися на 2 роки до свого клубу, але потім став повноправним гравцем «Барселони Б».
До кінця сезону 2007/08 став основним голкіпером молодіжної команди «Хувеніл А». У сезоні 2008/09 його перевели до «Барселони Б», де за сезон він зіграв 29 ігор. У наступному сезоні йому постійно доводилося поступатися місцем Оєру Оласабалю. У сезоні 2010/11 провів за «Барселону Б» 13 матчів.
У сезоні 2008/09 Пеп Гвардіола його вперше викликав на матч Ліги чемпіонів проти «Вісли», але в заявку футболіст не потрапив. У сезоні 2009/10 його викликали на клубний чемпіонат світу, який виграла «Барса». Влітку 2010 року провів кілька матчів під час підготовки до сезону. 14 серпня 2010 року відбувся дебют в матчі Суперкубка Іспанії проти «Севільї», який завершився поразкою 1:3. У сезоні 2010/11 входив у заявку на матчі «Мальорка» — «Барселона» 0:3, і «Валенсія» — «Барселона» 0:1.
За два повних сезони в Сегунда Дивізіон у складі Барселони Б Міньйо виходив на поле у 25 матчах. 5 липня 2012 року він полишив Барселону й підписав контракт з клубом Ла-Ліги Мальоркою. Перший свій матч за нову команду він зіграв 18 січня 2013, вийшовши на заміну замість травмованого Дуду Авата за 30 хвилин до закінчення в матчі проти Еспаньйола, що завершився поразкою 2–3.
У сезоні Сегунди 2014—2015 Міньйо лише шість разів виходив на поле і 2 липня 2015 року підписав контракт на два роки з клубом Реал Ов'єдо, який щойно вийшов до Сегунди. 4 грудня 2017 року, провівши рік в чемпіонаті Кіпру в складі АЕК (Ларнака), він увійшов до іспанської команди другого дивізіону Альбасете до 30 червня.
У січні 2019 року на правах вільного агента Міньйо став футболістом румунського клубу КСМ Політехніка Ясси, що виступав у Лізі I. Невдовзі після цього він повернувся на батьківщину, уклавши договір з UD Logroñés.

## Кар'єра в збірній
Виступав за молодіжну збірну Іспанії. На переможному для Іспанії молодіжному чемпіонаті Європи з футболу 2011 значився в заявці, але на поле жодного разу не вийшов.

## Статистика виступів за клуби
Станом на матч, що відбувся 10 травня 2019
| Клуб               | Сезон              | Ліга                      | Ліга | Ліга | Кубок | Кубок | Європа | Європа | Інші | Інші | Загалом | Загалом |
| Клуб               | Сезон              | Дивізіон                  | Ігри | Голи | Ігри  | Голи  | Ігри   | Голи   | Ігри | Голи | Ігри    | Голи    |
| ------------------ | ------------------ | ------------------------- | ---- | ---- | ----- | ----- | ------ | ------ | ---- | ---- | ------- | ------- |
| Барселона Б        | 2008–09            | Сегунда Дивізіон Б        | 29   | 0    | —     | —     | —      | —      | —    | —    | 29      | 0       |
| Барселона Б        | 2009–10            | Сегунда Дивізіон Б        | 20   | 0    | —     | —     | —      | —      | —    | —    | 20      | 0       |
| Барселона Б        | 2010–11            | Сегунда Дивізіон          | 15   | 0    | —     | —     | —      | —      | —    | —    | 15      | 0       |
| Барселона Б        | 2011–12            | Сегунда Дивізіон          | 10   | 0    | —     | —     | —      | —      | —    | —    | 10      | 0       |
| Барселона Б        | Загалом            | Загалом                   | 74   | 0    | —     | —     | —      | —      | —    | —    | 74      | 0       |
| Барселона          | 2010–11            | Ла-Ліга                   | 0    | 0    | 0     | 0     | 0      | 0      | 1    | 0    | 1       | 0       |
| Мальорка           | 2012–13            | Ла-Ліга                   | 1    | 0    | 0     | 0     | —      | —      | —    | —    | 1       | 0       |
| Мальорка           | 2013–14            | Сегунда Дивізіон          | 35   | 0    | 1     | 0     | —      | —      | —    | —    | 36      | 0       |
| Мальорка           | 2014–15            | Сегунда Дивізіон          | 6    | 0    | 0     | 0     | —      | —      | —    | —    | 6       | 0       |
| Мальорка           | Загалом            | Загалом                   | 42   | 0    | 1     | 0     | 0      | 0      | 0    | 0    | 43      | 0       |
| Ов'єдо             | 2015–16            | Сегунда Дивізіон          | 13   | 0    | 2     | 0     | —      | —      | —    | —    | 15      | 0       |
| АЕК Ларнака        | 2016–17            | Чемпіонат Кіпру з футболу | 21   | 0    | 0     | 0     | 5      | 0      | —    | —    | 26      | 0       |
| Альбасете          | 2017–18            | Сегунда Дивізіон          | 0    | 0    | —     | —     | —      | —      | —    | —    | 0       | 0       |
| Політехніка        | 2018–19            | Ліга I                    | 8    | 0    | —     | —     | —      | —      | —    | —    | 8       | 0       |
| Загалом за кар'єру | Загалом за кар'єру | Загалом за кар'єру        | 158  | 0    | 3     | 0     | 5      | 0      | 1    | 0    | 167     | 0       |

1. ↑  Гра в Суперкубку Іспанії
2. ↑  Ігри в Лізі Європи

## Титули і досягнення
- Чемпіонат світу серед клубів: 2009
- Володар Суперкубка Іспанії: 2010
- Чемпіон Європи (U-21): 2011